# Ossy
Ossy – wieś sołecka w Polsce położona w województwie śląskim, w powiecie tarnogórskim, w gminie Ożarowice.
W latach 1975–1998 miejscowość należała administracyjnie do województwa katowickiego.

## Położenie
Wieś znajduje się w południowo-zachodniej części gminy Ożarowice, w pobliżu zbiornika Kozłowa Góra.
Do wsi dojechać można zjeżdżając z drogi krajowej nr 78.